# Xestia ochreago
Xestia ochreago är en fjärilsart som beskrevs av Jacob Hübner 1809. Xestia ochreago ingår i släktet Xestia och familjen nattflyn. Inga underarter finns listade i Catalogue of Life.